# Sekundærrute 205
Sekundærrute 205 er en rutenummereret landevej på Sjælland.
Ruten strækker sig fra Frederiksværk til Helsingør.
Rute 205 har en længde på ca. 40 km.